# Burgsvik
Burgsvik is een plaats in de gemeente, landschap en eiland Gotland in de provincie Gotlands län in Zweden. De plaats heeft 347 inwoners (2005) en een oppervlakte van 91 hectare.

## Verkeer en vervoer
Bij de plaats loopt de Länsväg 142.